# سهره‌های سیاه
سهره‌های سیاه (نام علمی: Melanospiza)، یک سرده از پرندگان نوگرمسیری از خانواده فرخندگان است.

## آرایه‌شناسی و فهرست گونه‌ها
سردهٔ Melanospiza در سال ۱۸۹۷ توسط پرنده‌شناس آمریکایی رابرت ریدگوی با سهره سیاه سنت لوسیا به عنوان گونه نماد معرفی شد. این نام ترکیبی، از واژه یونان باستان melas به معنای «سیاه» و spiza به معنای «سهره» است. اگرچه به‌طور سنتی با زردپره‌ها و گنجشکان جهان جدید در خانواده زردپرگان نمادین قرار می‌گیرد، مطالعات تبارزایی مولکولی نشان داده‌اند که این سرده عضوی از خانواده فرخندگان است و به زیرخانواده Coerebinae تعلق دارد که شامل سهره‌های داروین نیز می‌شود.
این جنس دو گونه دارد.
| نگاره | نام علمی                | نام رایج            | پراکندگی                               |
| ----- | ----------------------- | ------------------- | -------------------------------------- |
|       | Melanospiza richardsoni | سهره سیاه سنت لوسیا | سنت لوسیا                              |
|       | Melanospiza bicolor     | چغک علفی سیاه‌چهره   | هند غربی، سواحل شمالی کلمبیا و ونزوئلا |